# Gábor Bethlen

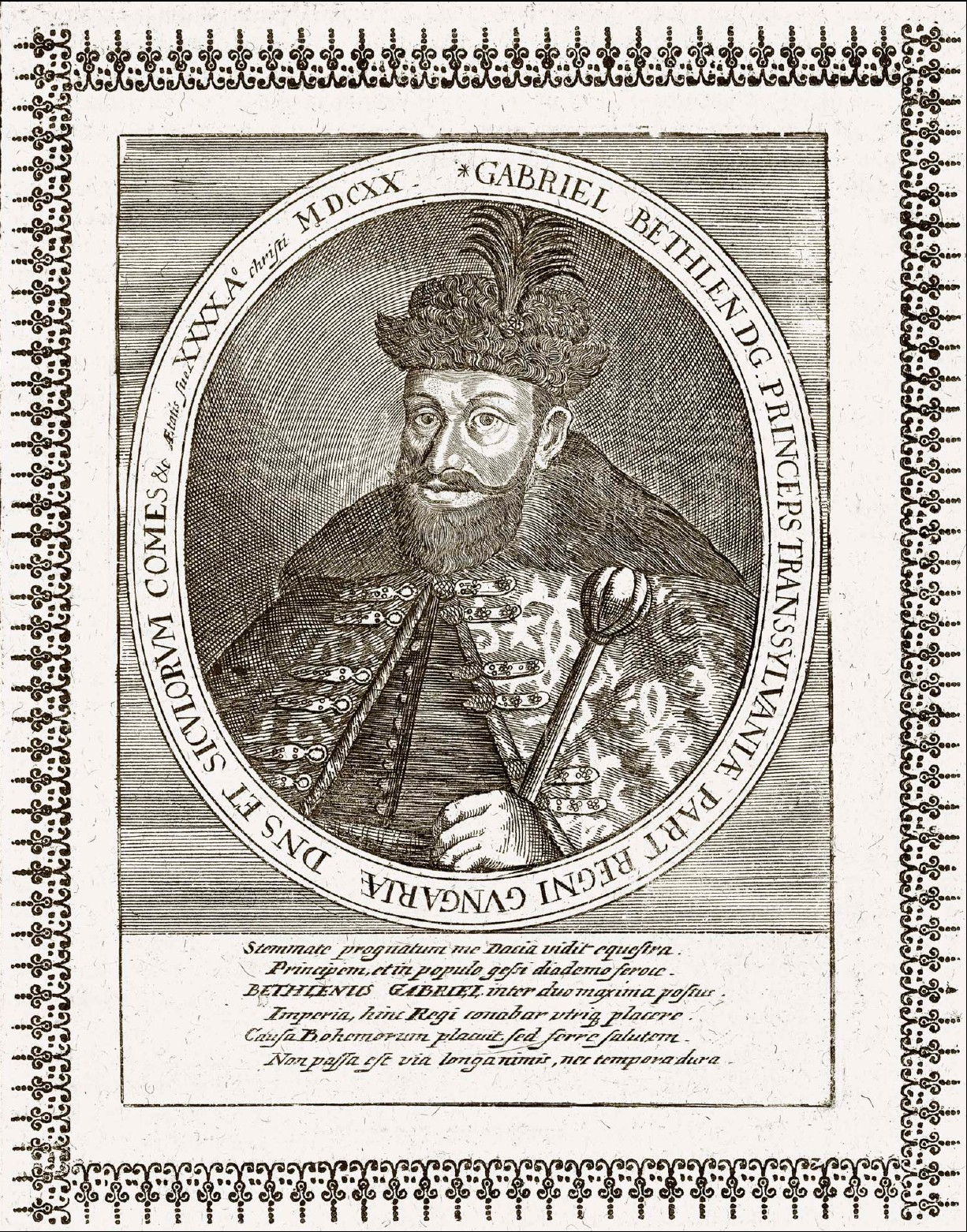
Gábor Bethlen

Gábor Bethlen węg. Bethlen Gábor, słow. Gabriel Betlen (ur. w 1580 w Marosillye – dzisiaj Ilia w Rumunii, zm. 15 listopada 1629 w Gyulafehérvár) – książę Siedmiogrodu w latach 1613–1629, książę opolski i raciborski 1622–1625 oraz przywódca powstania antyhabsburskiego podczas wojny trzydziestoletniej. Król Węgier (1620–1621).

## Życiorys
Był synem Lupusa Bethlena i Fruzsiny Lázár de Szárhegy. Pochodził ze średniej szlachty, jednak jego ród już w XVI wieku osiągnął znaczącą pozycję w kraju. Był protestantem wyznania reformowanego, a więc w okresie kontrreformacji w naturalny sposób znajdował się w obozie antyhabsburskim.
Początkowo był w służbie na dworze księcia Siedmiogrodu, Zygmunta Batorego. Po usunięciu jego następcy, prohabsburskiego Gábora Batorego, w 1613 r. sułtan Ahmed I ogłosił Bethlena księciem Siedmiogrodu. Nominacja została zatwierdzona przez siedmiogrodzki sejm w Kolozsvárze oraz w 1615 przez cesarza Macieja Habsburga, co zapewniło pokój z Turcją na kolejne 20 lat. W tym czasie Bethlen wzmocnił wydatnie władzę książęcą i podniósł prestiż Siedmiogrodu na arenie europejskiej.
W czasie wojny trzydziestoletniej, jako wyznawca kalwinizmu, Bethlen otwarcie wystąpił przeciwko katolickim Habsburgom. W 1619 r. sprzymierzył się z Czechami i wystąpił zbrojnie przeciwko cesarzowi Ferdynandowi II Habsburgowi. Jesienią zajął północne Węgry (Słowację), m.in. dzisiejszą Bratysławę, gdzie w jego ręce wpadły węgierskie insygnia koronacyjne. Następnie połączył się z dowodzoną przez czeskiego szlachcica Henryka Macieja Thurn-Valassina armią stanów, czeskich, morawskich, śląskich i na czele około 40 tys. żołnierzy w listopadzie zaatakował Wiedeń. Jednak panująca w obozie oblegających epidemia zarazy oraz dywersja oddziałów polskich lisowczyków, którzy najechali północny Siedmiogród, zmusiła Bethlena do zwinięcia 5 grudnia oblężenia Wiednia i zawarcia z Ferdynandem II zawieszenia broni. W dniu 16 stycznia 1620 r. w Bratysławie zawarto 6 miesięczny rozejm.
W sierpniu 1620 sejm w Bańskiej Bystrzycy (węg. Beszetercebánya) obwołał Bethlena królem Węgier, ale ten nie zdecydował się na koronację. Zrzekł się pretensji do tronu węgierskiego w traktacie pokojowym zawartym 6 stycznia 1622 r. w Nikolsburgu, w zamian za siedem komitatów Górnych Węgier (dzisiejsza wsch. część Słowacji; Koszyce stały się drugą stolicą Bethlena) oraz księstwa opolskie i raciborskie. Ferdynand zobowiązał się do zapłacenia Bethlenowi odszkodowania w wysokości 50 tys. forintów i do przestrzegania postanowień pokoju wiedeńskiego. Bethlen formalnie objął władzę na Górnym Śląsku 30 maja 1622 r. W Opolu i Raciborzu zaczęto bić lichą monetę. Miejscowa ludność była jednak nieufna i żywiła pogardę wobec nowego władcy. 20 stycznia 1624 r. na mocy rozejmu w Bańskiej Bystrzycy utracił księstwo opolsko-raciborskie oraz 5 komitatów węgierskich.
Kiedy główny ciężar walk wojny trzydziestoletniej przeniósł się na teren Niemiec, Bethlen w 1623 r. zaatakował Morawy, gdzie pod Hodoninem otoczył wojska cesarskie, dowodzone przez Albrechta von Wallensteina. Cesarz zaproponował pokój, który zawarto 8 maja 1624 r. w Wiedniu na warunkach pokoju nikolsburskiego.
Bethlen, szukając w Europie sprzymierzeńców, pojął w 1625 r. za żonę Katarzynę Brandenburską, siostrę Marii Eleonory Hohenzollern, królowej Szwecji. Zachęcony sukcesami ligi antyhabsburskiej i obietnicami francuskiego kardynała Armanda Richelieu jeszcze raz wystąpił w 1626 r. przeciwko Ferdynandowi II. Po klęsce sojuszników, w 1627 r. zawarł pokój z Habsburgami.
Dalsze działania Bethlena skupiły się na próbach szukania sojuszników przeciw Habsburgom na zachodzie Europy. Jednocześnie myślał on o koronie polskiej. W 1627 prowadził rokowania, m.in. z Gustawem II Adolfem i z Moskwą w sprawie objęcia tronu polskiego. Zmarł niespodziewanie, nie doczekawszy realizacji tych planów.
Zarówno ze względu na poprawę sytuacji ekonomicznej, jak również rozkwit oświaty, kultury i sztuki, okres rządów Gábora Bethlena jest uważany za „złoty wiek” Siedmiogrodu. Przyczynił się on do rozwoju gospodarki, wprowadzając książęcy monopol na handel bydłem, miodem i woskiem. Popierał rozwój górnictwa i rzemiosła, zreformował też finanse księstwa. Założył liczne szkoły, w tym uniwersytet w stolicy Siedmiogrodu – Gyulafehérvár. Miasto to, znacznie rozbudowane, stało się znaczącym ośrodkiem kultury, promieniującym również na tereny Królestwa Węgierskiego.
Gabor Bethlen był dwukrotnie żonaty: z Zuzanną Károlyi (zm. 1622) oraz ze wspomnianą Katarzyną, córką Jana Zygmunta, elektora brandenburskiego. Nie doczekał się potomstwa.